# Sanxia
Sanxia (cinese tradizionale: 三峽鎮; cinese semplificato: 三峽镇; pinyin: Sānxiá Zhèn; poj: Sam-kiap-tìn) è una città di Taiwan, situata nella parte sudoccidentale della contea settentrionale di Taipei. Il 25 dicembre 2010, l'intera contea diventerà una megalopoli di nome Xinbei, mentre Sanxia diventerà un distretto mantenendo lo stesso nome.

## Etimologia
Il vecchio nome della città (三角湧, poj: Saⁿ-kak-éng, letteralmente flutto triangolare) si riferisce all'incontro dei tre fiumi Tahan, Sanxia ed il fiume orizzontale (橫溪). Nel 1920, il governo giapponese che dominava Taiwan ha designato Sanxia come area amministrativa, dandole il nome di Sankyo 三峽 (rōmaji: Sankyō; poj: Sam-kiap), che significa Tre Gole.

## Istruzione

### Università
- National Taipei University, campus principale di Sanxia (國立台北大學三峽校區本部)

### Scuole superiori
- Scuola superiore Ming-De (縣立明德高中)
- Liceo Tsz-Shiou (辭修高中)

### Scuole medie
- Scuola media Sanxia (縣立三峽國中)
- Scuola media Ansi (縣立安溪國中)

### Altro
- Ufficio Preparatorio per la Pianificazione degli Obiettivi dell'Accademia Nazionale per la Ricerca dell'Istruzione

## Economia

### Turismo
- Tempio Zushi (袓師廟)- È il più importante sito religioso della città. Costruito nel 1769 dai fuggiaschi provenienti dalla provincia cinese del Fujian, è stato ricostruito tre volte. L'ultima ricostruzione, iniziata nel 1947, ha riportato alla luce uno dei capolavori del rinomato artista locale Li Meishu.
- Strada Vecchia Minquan (民權老街) - Strada commerciale costruita durante l'invasione giapponese, Minquan è un esempio molto ben preservato dell'architettura coloniale giapponese del tempo. La strada è colma di negozi che vendono pezzi d'arte, ceramica e specialità gastronomiche locali, tra le quali il più apprezzato è il Cornetto Corno di Bue.
- Sala delle Reliquie Storiche (三峽鎮歷史文物館) - Preserva manufatti artistici e culturali provenienti dal passato di Sanxia.
- Museo Hakka della Contea di Taipei (臺北縣客家文化園區) Archiviato il 6 agosto 2009 in Internet Archive. - È il più grande centro culturale Hakka di Taiwan, e presenta mostre riguardanti la cultura, la storia e l'influenza che il popolo Hakka ha avuto a Taiwan ed all'estero.
- Galleria Memorial di Li Meishu (李梅樹紀念館) - È una galleria d'arte che espone i lavori del grande artista taiwanese Li Meishu.
- Gara dei Maiali di Dio (神豬) - È l'evento più importante che si tiene al tempio Zushi durante le celebrazioni del capodanno cinese. Durante la festa, gli allevatori competono per giudicare chi durante l'anno ha cresciuto il maiale più grasso. Quest'ultimo viene poi sacrificato al dio taoista locale, Zushi-Ye (祖師爺). Contro ogni battaglia degli attivisti per i diritti animali, il tempo Zushi è rimasto uno dei pochi a Taiwan nei quali si pratica ancora questa antica tradizione[2].
- Festival della tintura indaco di Sanxia - È una celebrazione del passato di Sanxia come maggior centro di tintura della Taiwan settentrionale.

## Infrastrutture e trasporti
- Automobile — Sanxia è attraversata dalla superstrada No. 3, alla quale si accede attraverso l'interscambio San-ying.
- Autobus — Da Taipei vi giungono gli autobus 702, 703, 705, 706, da Taoyuan e da Yingge l'autobus blu 19.
- Treno — Sanxia non ha una propria stazione ferroviaria, tuttavia vi è un servizio di bus navetta da e per la stazione dei treni di Yingge, appena attraversato il fiume Sanxia.
- Metropolitana — Sanxia è accessibile attraverso la linea Bannan della metropolitana di Taipei, in direzione di Yongning (永寧). All'uscita 1 della metropolitana, l'autobus 916 collega Sanxia all'autostrada 3.

## Galleria d'immagini

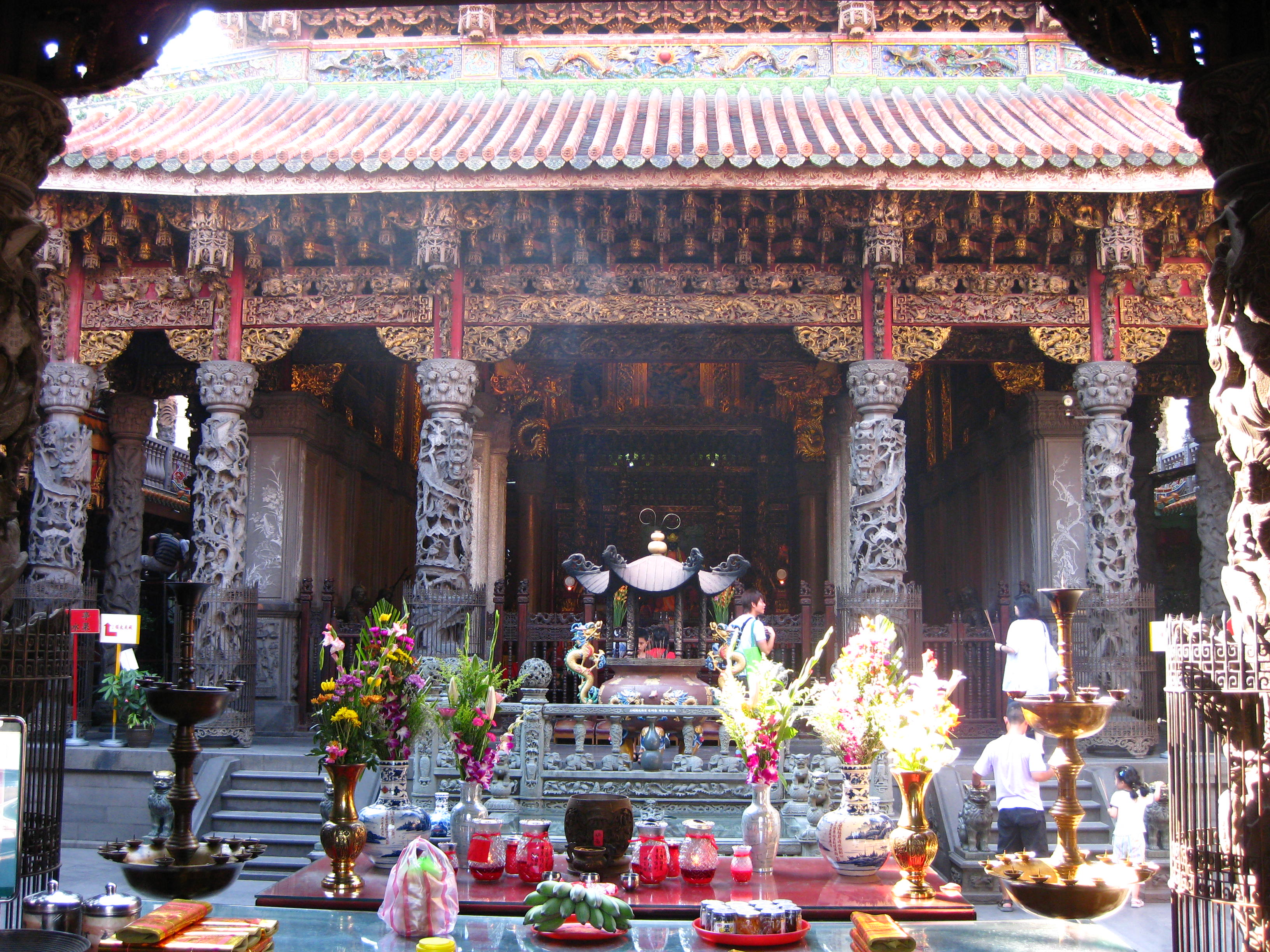
Tempio Zushi
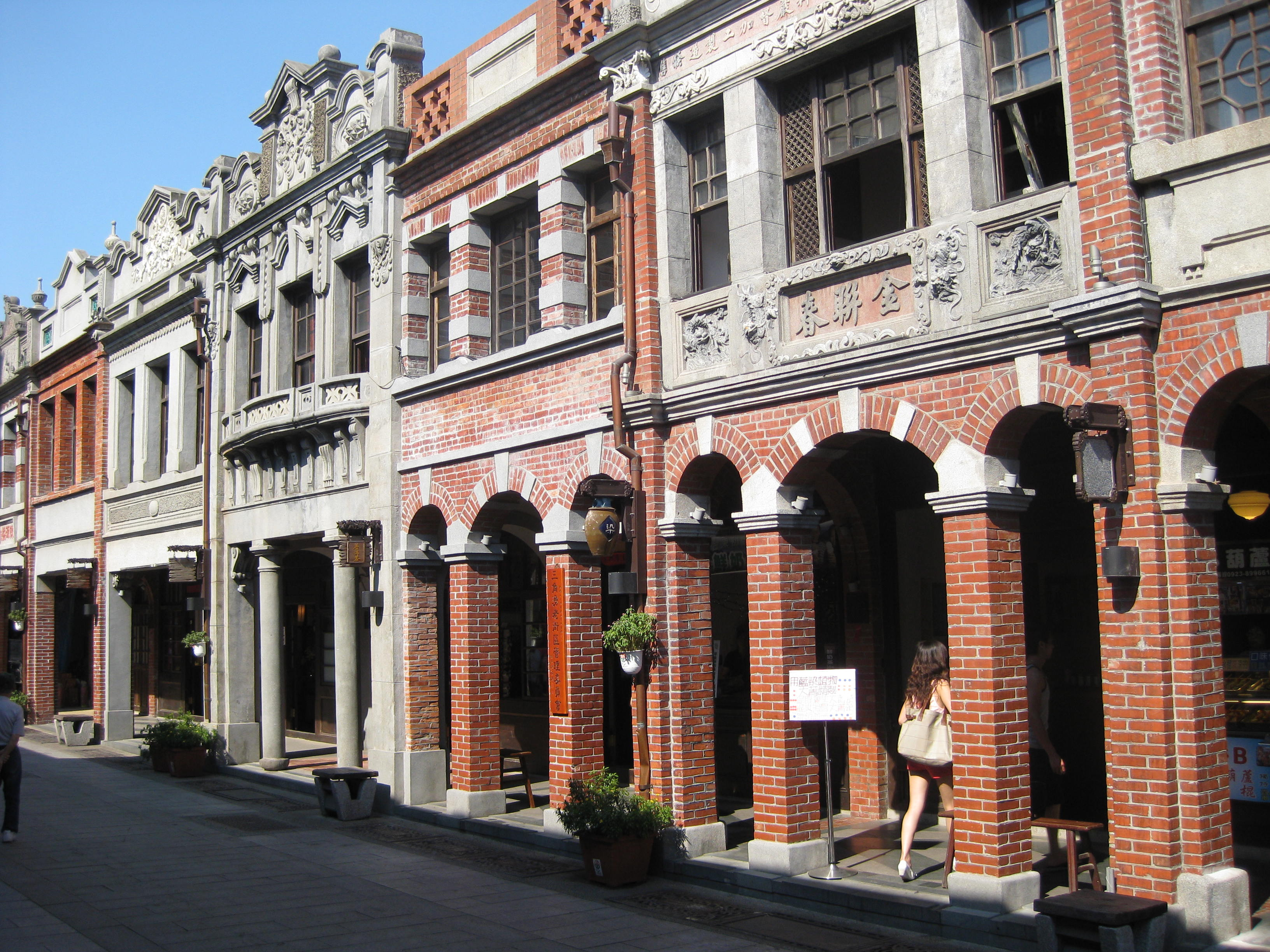
Architettura coloniale giapponese lungo la Strada Vecchia Minquan
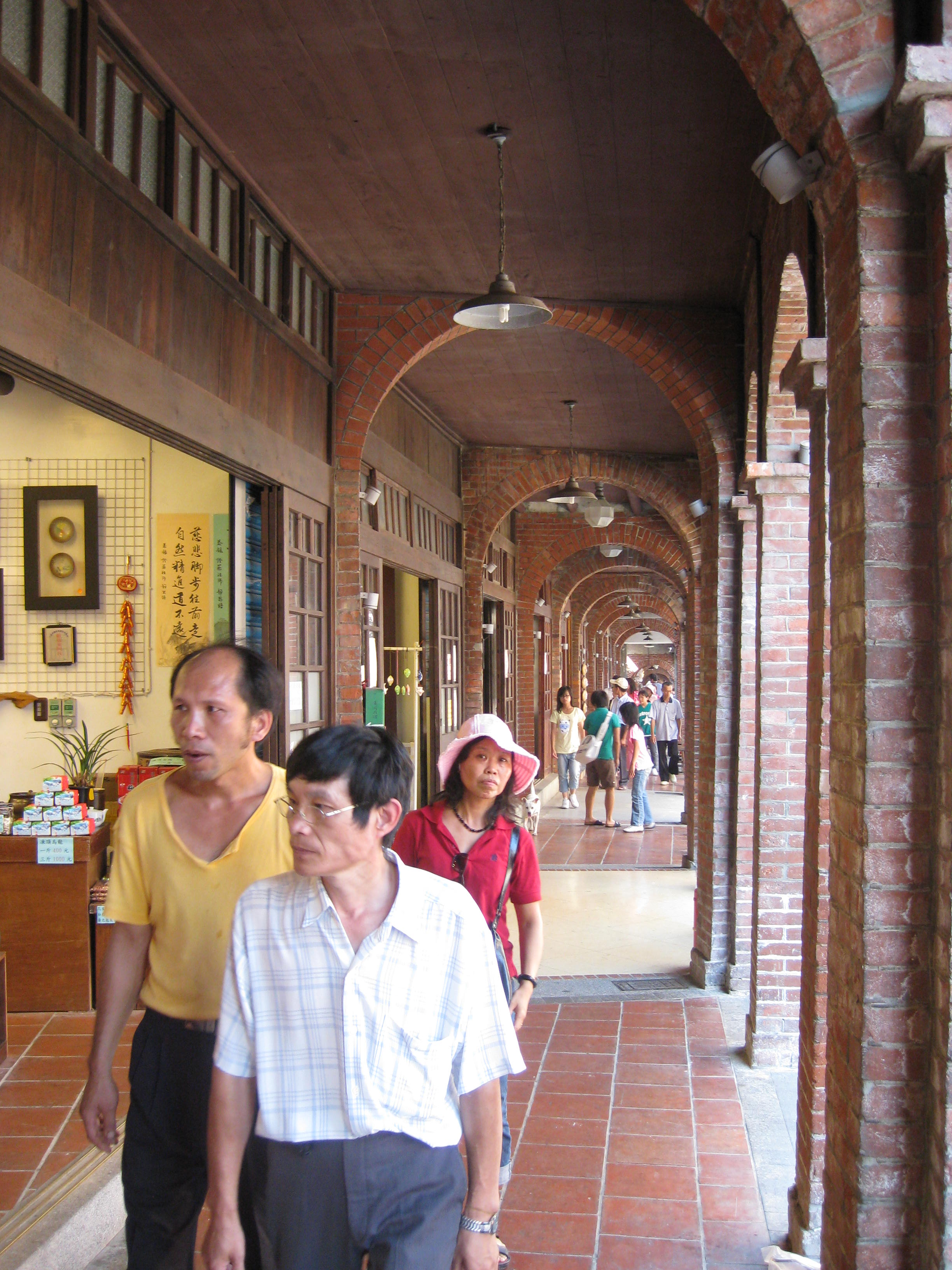
Negozi lungo la Strada Vecchia Minquan
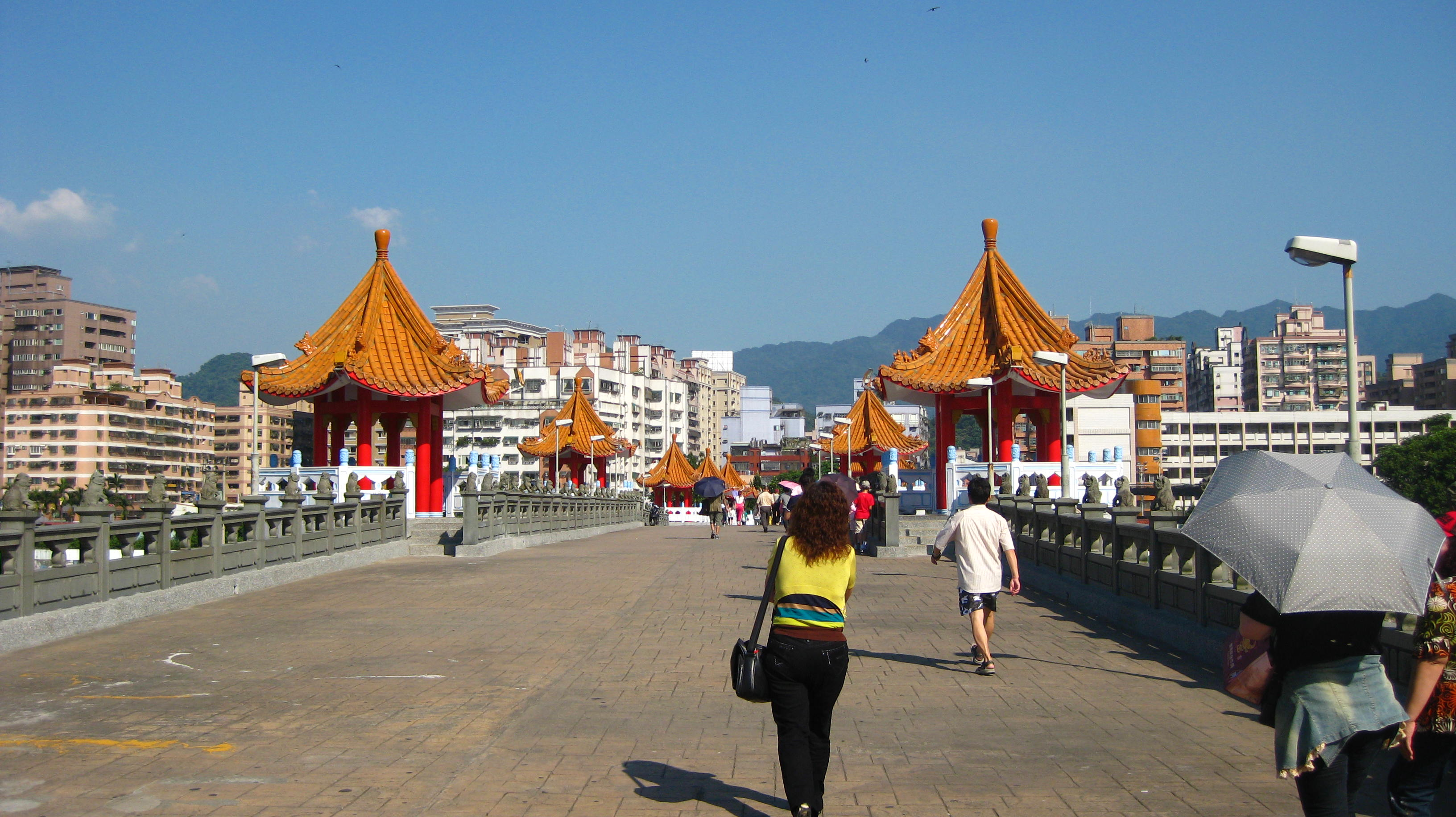
Ponte Changfu sul fiume Sanxia
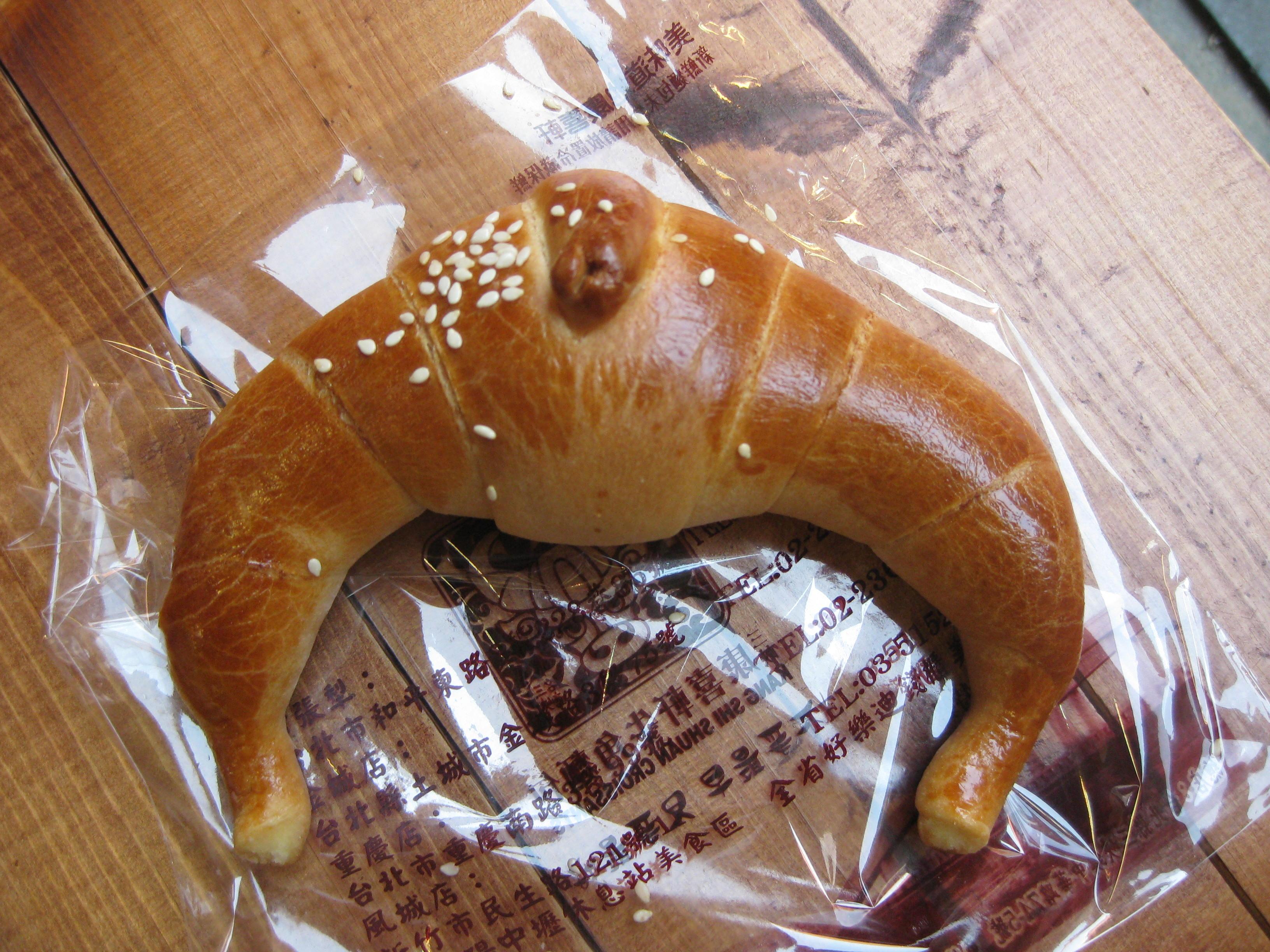
Cornetti Corno di Bue, una specialità locale
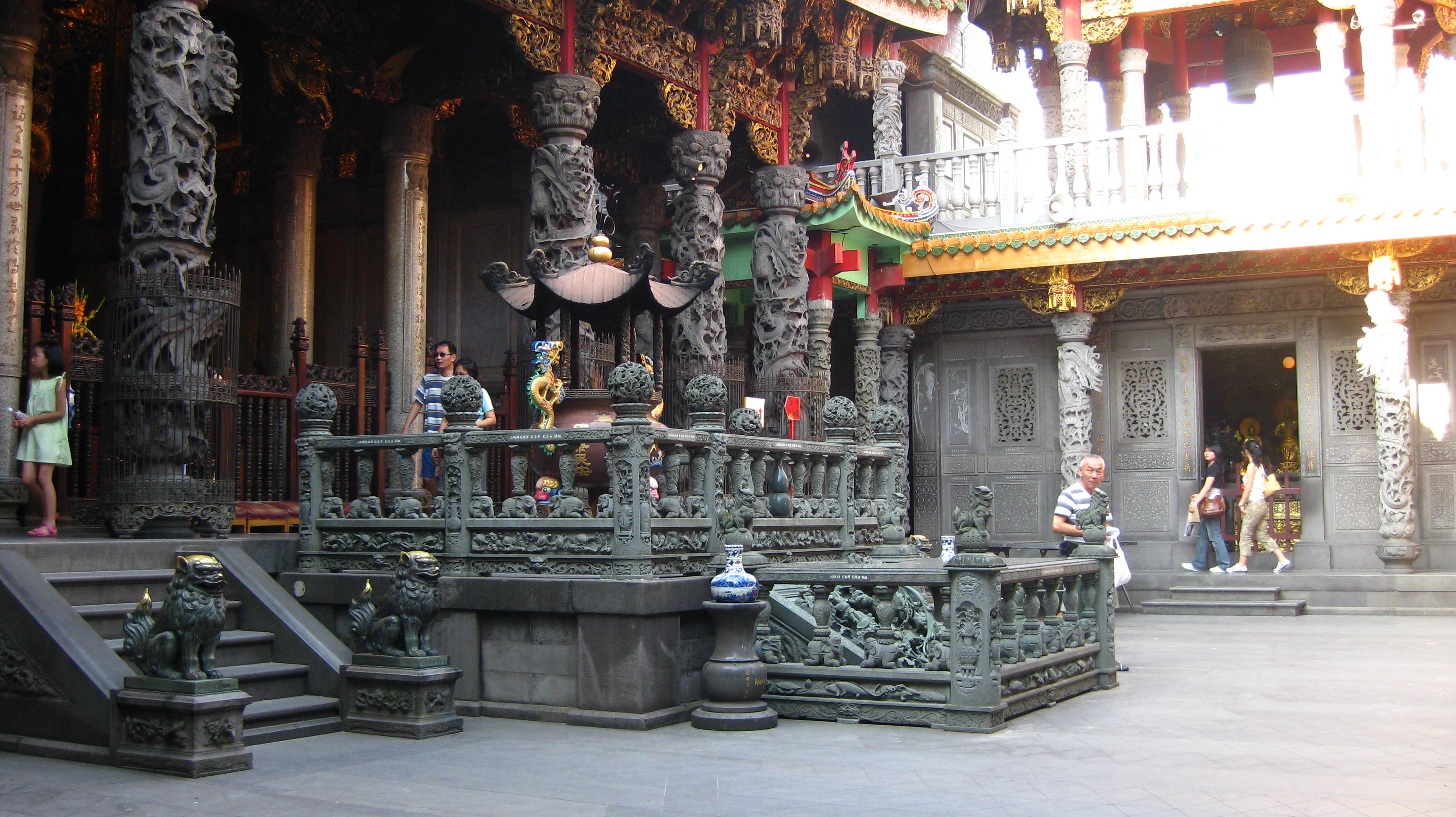
Cortile interno del tempio Zushi
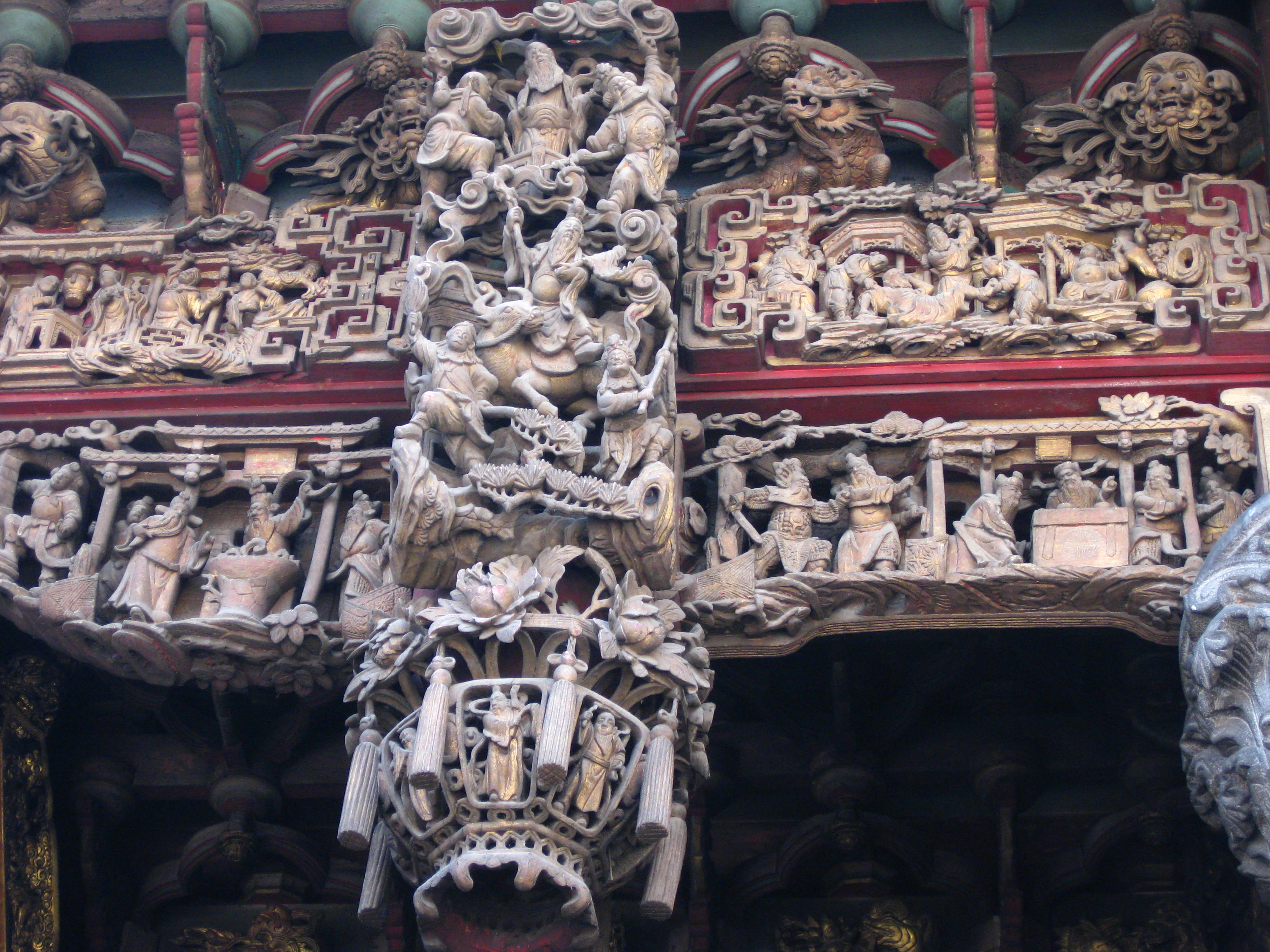
Dettagli del tempio Zushi
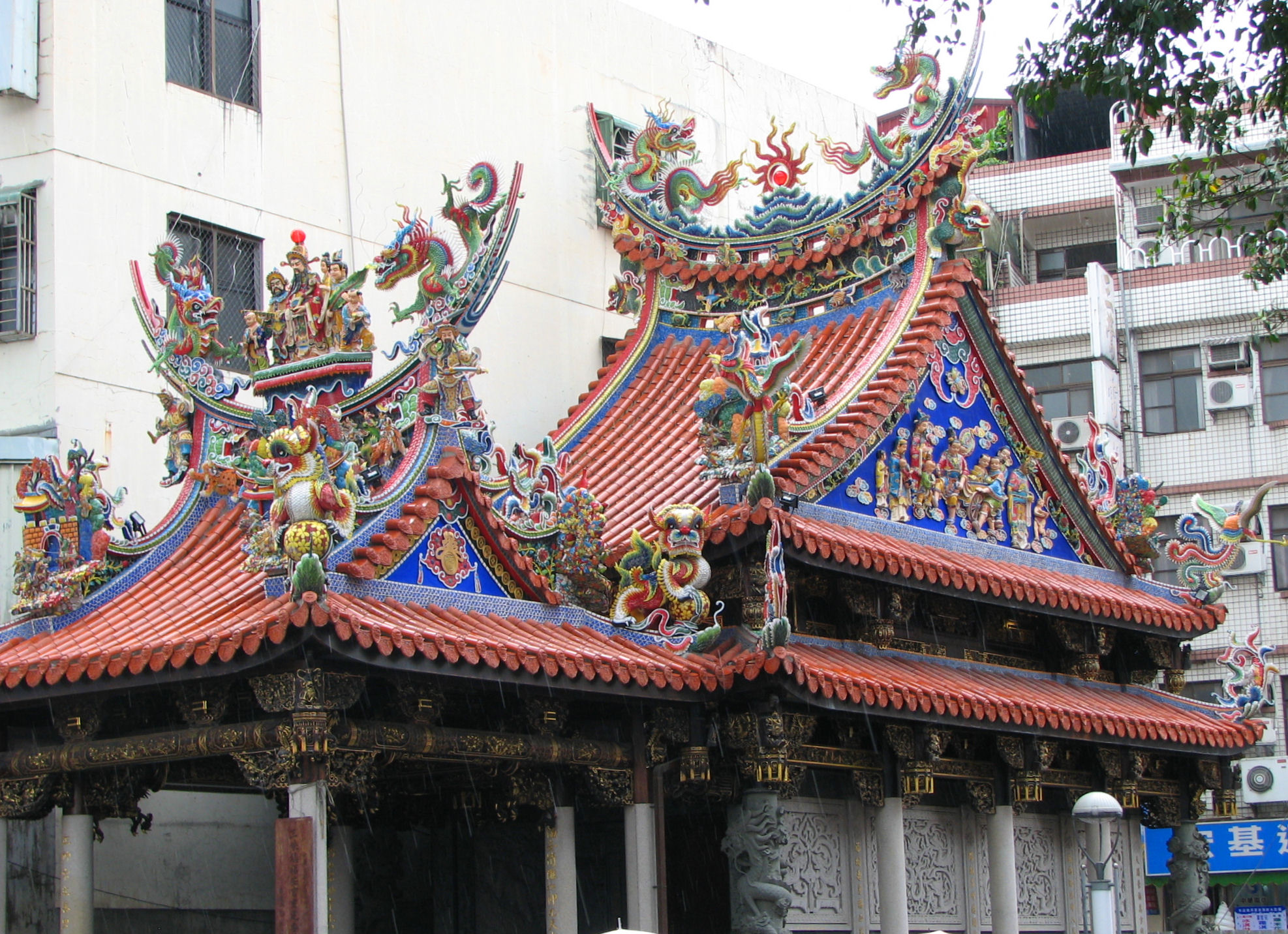
Tempio Fu-de
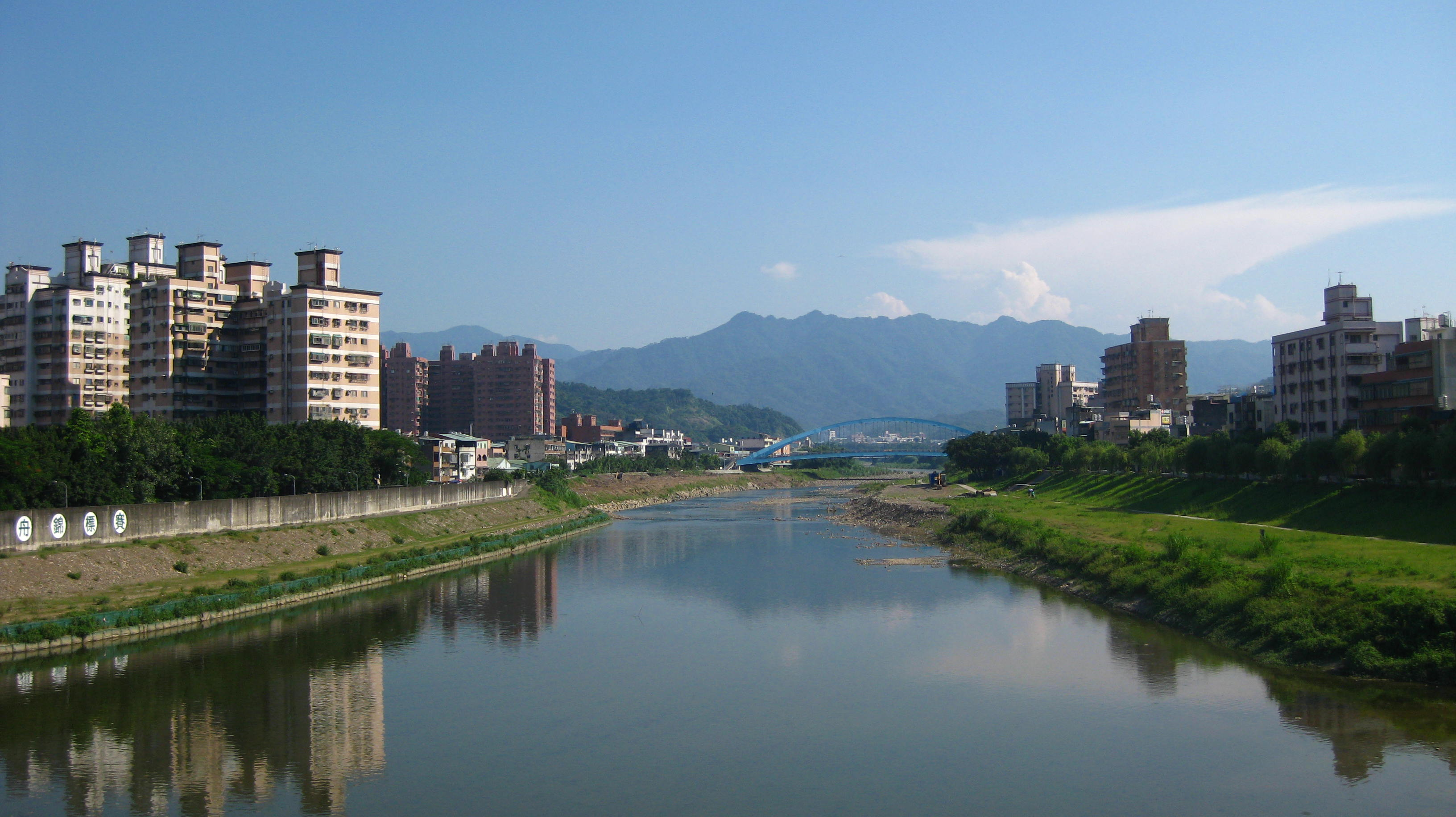
Panorama dal ponte Changfu